# Državna cesta D533
D533 je bila državna cesta u Hrvatskoj. Ukupna duljina iznosila je 8 km.